# Botiga de tot a 100

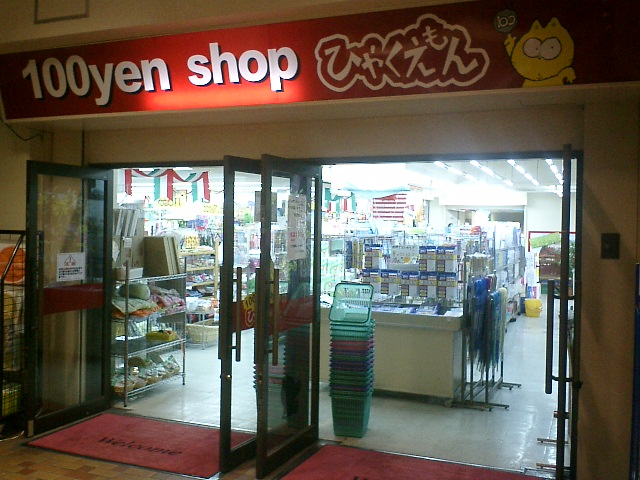
Botiga de tot a 100 (ien es) Japó.

 Una  botiga de tot a 100  és un establiment que ven articles a baix preu, inicialment, a 100 pessetes el producte. Actualment, amb l'entrada a l'euro, moltes botigues han mantingut el seu nom però altres s'anomenen  Tot a un euro  o  Tot a 100, 300, 500 o més  (si venen productes més cars). Es tracta d'un concepte molt popular a tot el món. Són botigues que venen tot tipus d'articles des de productes de neteja a joguines a preu reduït. Als Estats Units, el nom és «Botiga de dòlar» ( dollar store )
Cal assenyalar que en aquestes botigues no tots els articles tenen el mateix preu, ja que alguns són de quantitats inferiors. En altres casos, a causa dels impostos a afegir, els productes costen més d'un dòlar.

## Exemples de productes
Aquests són alguns dels productes que es poden trobar a les botigues de tot a 100.
- Productes de neteja (esponges, lleixiu, draps, pals de fregar)
- Petites eines (tornavisos, llanternes, corda, panys)
- Cinta adhesiva
- Productes de cura personal (pintallavis, pintes, pinces pel cabell)
- Articles de cuina (utensilis, plats, gots, espàtules, peladors de patates)
- Productes per a guardar coses (prestatgeries, petits armaris, penjadors)
- Productes d'oficina (cel·lips, marcadors, bolígrafs)
- Articles de decoració (ornaments de Nadal, penjolls)
- Articles per casa (bombetes, veles, endolls)
- Articles electrònics (ràdios, consoles de videojocs, televisors portàtils)
- Alimentació
- Productes per al jardí
- Articles de la llar (marcs, tests)

Les botigues de tot a 100 aconsegueixen preus menors que altres establiments a causa fonamentalment a tres raons:
* El producte es ven en quantitats més petites
* El producte és genèric i de baixa qualitat, sovint fabricat especialment per a aquestes botigues
* El producte és comprat directament a fabricants de les seves restes de sèrie, articles descatalogats, excés d'existències o fora de temporada.
Algunes botigues tenen la major part del gènere nou però altres centren la seva oferta en restes de sèrie o productes fora de temporada. Si són de mida mitjana o gran, es coneixen com a outlet s.

## Botigues similars en altres països
Aquest fenomen es produeix en nombrosos països del món rebent diferents noms en cada un d'ells.
- Ja hem vist que als Estats Units es diuen «botiga de dòlar", que no s'ha de confondre amb les botigues  'Dollar General'  que venen articles els preus són múltiples de dòlar o de 50 centaus. Les botigues de tot a un dòlar són la seqüela de les botigues de  '5 i 10 ' en què tots els productes es venien per sota de 10 centaus.
- En Gran Bretanya hi ha les «botigues de lliura» (en anglès,  'pound shops' ). Una cadena molt popular es diu Poundland o Euroland depenent si està en territori britànic o a la zona euro.
- En els Països Baixos, Hema (Hollands Eenheidsprijzen Maatschappij), la companyia de preu estàndard holandesa, era originàriament una «botiga de florí» en la qual tot costava un florí.
- En Noruega, hi ha  Tier'n , que és un terme col loquial per a deu corones.
- En Suècia, hi ha  Tian , que també és un terme col loquial per designar 10 corones.
- Aquest tipus de comerç, també es dona en Japó. Sovint s'anomena una «Botiga de 100 iens» 【百 円 ショップ】. Aquest tipus de botigues ha proliferat pel Japó al voltant del canvi de segle. És considerat per alguns un efecte de la llarga recessió que pateix l'economia del país. Durant molt temps, les botigues de 100 iens existien no com botigues als baixos d'un edifici sinó com parades mòbils que es trobaven (i encara es troben) prop de l'entrada dels supermercats.
- En Austràlia, aquestes botigues sovint venen també productes per dos dòlars. De fet una d'elles, es diu la «Botiga dels dos dòlars», l'altra cadena més coneguda es coneix com  The reject Shop . Generalment, es troben en centres comercials però també al carrer com els comerços tradicionals.
- A Panamà també hi ha botigues d'aquest tipus anomenades "Tot a dòlar", però, ja han introduït altres productes de més valor, però el nom s'ha mantingut.
- En Argentina, es denominen com negocis «Tot per dos pesos», es van establir durant la dècada de 1990, dedicant-se a vendre articles importats de qualitat mitjana. A causa del final de la covertibilidad econòmica l'any 2001, les importacions es van veure disminuïdes i moltes d'aquestes botigues van desaparèixer. Actualment, els productes venuts allà superen la majoria els dos pesos.
- En Xile es denominen «Tot a mil", inicialment pel valor dels seus productes (1.000 pesos xilens). Encara que els seus preus han augmentat, encara mantenen aquesta denominació. La seva mercaderia és bàsicament productes importats, barats o saldos.
- En Mèxic s'anomena «Tot a un sol preu»; l'inici de les seves operacions tot costava 10 pesos (abans equivalents a un dòlar nord-americà), ara el preu del producte és igual a l'equivalent en pes mexicà del dòlar. Com a exemple, les botigues Waldo's Mart originàries de Tijuana, (Baixa Califòrnia) que tenen sucursals en molts estats de Mèxic.
- En Veneçuela a aquest tipus de botigues se'ls va denominar «Tot a mil» en referència al preu únic dels seus productes (abans de la reconversió monetària).